# 赤陽上三脊節蜱
赤陽上三脊節蜱（学名：Calepitrimerus alnus）为節蜱科上三脊節蜱屬下的一个种。